# Stagione di college football 1881
La Stagione di college football 1881 fu la tredicesima stagione di college football negli Stati Uniti. Nella stagione venne fissata definitivamente la misura del campo ovvero 120 yard per 53,5 (109,7 metri per 48,8).
Le università ufficialmente conteggiate, che disputarono almeno due gare nella stagione, furono tredici, College of New Jersey disputò ben nove gare tra il 15 ottobre ed il 24 novembre.
Secondo l'Official NCAA Division I Football Records Book, College of New Jersey (l'attuale Princeton) e Yale, che pareggiarono nuovamente l'ultima gara di stagione 0-0 il 24 novembre a New York, condividono il titolo di campione nazionale di quella stagione.

## Classifica finale
| Scuola                             | Conference V-S-P | Totale V-S-P |
| ---------------------------------- | ---------------- | ------------ |
| Yale                               | -                | 5 - 0 - 1    |
| College of New Jersey              | -                | 7 - 0 - 2    |
| Harvard                            | -                | 6 - 1 - 1    |
| MIT                                | -                | 2 - 0 - 1    |
| Columbia                           | -                | 3 - 3 - 1    |
| Rutgers                            | -                | 2 - 3 - 1    |
| Dartmouth                          | -                | 1 - 0 - 1    |
| Amherst                            | -                | 0 - 3 - 1    |
| Williams                           | -                | 0 - 1        |
| Stevens                            | -                | 0 - 2        |
| Pennsylvania                       | -                | 0 - 5        |
| Kentucky University (Transylvania) | -                | 2 - 1        |
| A&M College of Kentucky            | -                | 1 - 2        |
| Michigan                           | - -              | 0 - 3        |